# Dolmen von la Gante

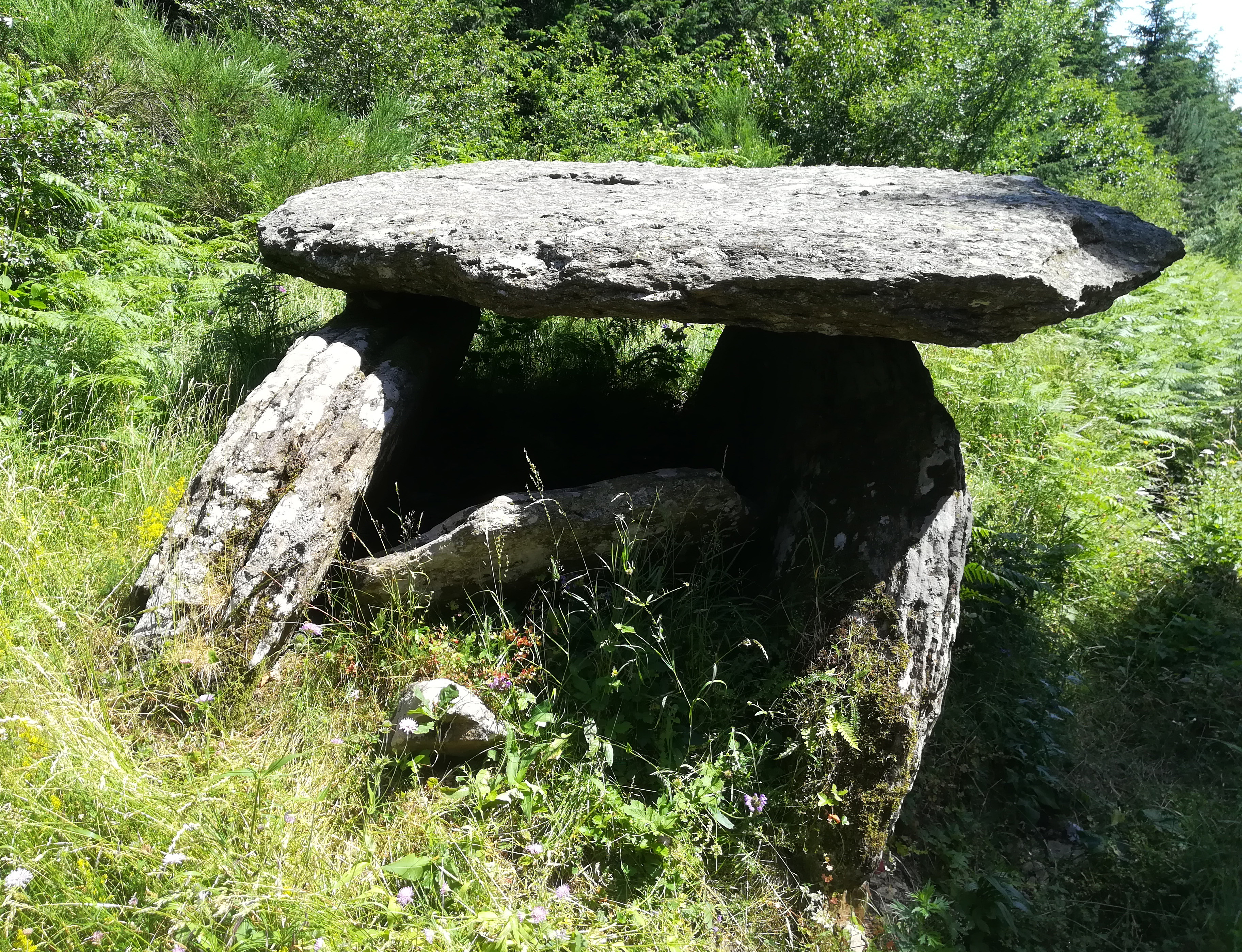
Dolmen von la Gante

Der Dolmen von la Gante (auch Plo des Tres Pierres oder Dolmen du Plo de Laganthe genannt) liegt direkt neben der Straße D64 nordöstlich von Labastide-Rouairoux östlich von Mazamet im Parc Regional du Haut Languedoc, im Osten des Département Tarn nahe der Grenze zum Département Hérault in Frankreich. Dolmen ist in Frankreich der Oberbegriff für neolithische Megalithanlagen aller Art (siehe: Französische Nomenklatur).
Der aus vier erhaltenen Steinen bestehende Dolmen simple hat einen 4,8 × 3,2 m messenden Deckstein, der etwa 21 Tonnen wiegt und auf zwei Tragsteinen von 4,1 und 4,5 m Länge aufliegt. Dazwischen liegt ein weiterer, schräg stehender Stein. 
Der Dolmen wurde 1889 zum Monument historique erklärt.

## Kontext
Der Dolmen von la Gante ist einer der wenigen Dolmen im Granitgebiet des südlichen Tarn. Es gibt etwa 100 Menhire und Statuenmenhire, aber weniger als 10 Dolmen. Im Kalksteingebiet im Norden des Départements gibt es eine große Zahl von Dolmen, aber weniger als fünf Menhire.
In der Nähe stehen die Menhire von la Crosse 1 und 2, Briol und Rocadel.